# 戴维·帕努埃洛
戴維·W·帕努埃洛（英語：David W. Panuelo；1964年4月13日—），密克羅尼西亞聯邦政治家，2019年5月11日至2023年5月11日出任密克羅尼西亞聯邦第9任總統。

## 生平
帕努埃洛生於1964年，當時密克羅尼西亞依然是美國管理的太平洋群島託管地，他在家鄉波納佩州完成了他早期的學業，之後他就讀美國的東俄勒岡大學並於1987年畢業，畢業之後加入密聯邦政府的外交部，在1988年到1993年擔任過密聯邦駐斐濟大使，後轉任密聯邦駐聯合國大使直到1996年。任期屆滿回國之後，帕努埃洛休息了一段時間，1997年擔任波納佩州的人力資源及發展部部長，4年後轉任當地發展部部長，他在2000年到2001年期間返回外交部，擔任外交部對歐洲及美洲的理事秘書助理，之後在2003年到2010年的7年內建立了從建築到人類服務的各種業務，包括非牟利團體密克羅尼西亞關懷基金會（Care Micronesia foundation）。2011年5月，47歲的帕努埃洛第三次重返政府，他成為了家鄉波納佩州的參議員，任期兩年並在2013年獲得連任，2015年轉任波納佩州的地方代表，直到2019年當選總統。

## 總統任期
2019年5月11日，出任密聯邦第9任總統，同年年底携夫人及政府要員訪問中華人民共和國，中國是他就任之後第一個訪問的國家。任期以來，他保持密聯邦與美、中、日等國以及太平洋國家的傳統友誼關係。2022年初爆發俄烏戰爭之後，宣佈密聯邦政府與俄羅斯斷交，帕努埃洛表示等到俄羅斯表現出真正致力於和平、友好與合作時再恢復兩國邦交關係。2023年3月，帕努埃洛向國會揭露中國屢次威脅並賄賂高官等行徑，並透露2月曾向中華民國外交部探詢兩國建交的可能性，中華民國外交部回覆願意在密國預計年中就任的新政府和新國會成立後再討論兩國是否以臺灣模式來協助密國發展；同年4月4日，密克羅尼西亞聯邦國會投票通過決議CR 22-200的形式，否決了帕努埃洛在信中提出外交轉向台灣的建議。
在其任內曾發生他的經濟部部長羅伯特·所羅門（Robert Solomon）牽涉性醜聞的事件，但對他的執政沒有太大影響。

## 個人生活
帕努埃洛已婚，配偶是Patricia Edwin，兩人育有5名子女及7名孫輩。

## 外部連結
- 密克羅尼西亞聯邦總統府

| 官衔                   | 官衔                               | 官衔                   |
| ---------------------- | ---------------------------------- | ---------------------- |
| 前任者： 彼得·克里斯琴 | 密克羅尼西亞聯邦總統 2019年—2023年 | 繼任者： 韦斯利·西米纳 |